# Grössau
Grössau (bis 1875 offizielle Schreibweise Grösau) ist ein Gemeindeteil des Marktes Pressig im oberfränkischen Landkreis Kronach in Bayern.

## Geographie
Das Dorf liegt an der Grössau. Diese fließt am westlichen Ortsrand vorbei und mündet im Westen hinter dem bewaldeten Sattelberg von links bei Neukenroth in die Haßlach. Eine Gemeindeverbindungsstraße führt zur Kreisstraße KC 3 bei Posseck (1,3 km nordöstlich) bzw. zur KC 3 bei Eila (1,5 km nordwestlich).

## Geschichte
Grössau wurde 1388 erstmals urkundlich erwähnt, als der Ort vom Kloster Langheim nach wirtschaftlichen Schwierigkeiten an das Hochstift Bamberg verkauft worden war.
Gegen Ende des 18. Jahrhunderts bestand Grössau aus 15 Anwesen (5 Güter, 4 Halbgüter, 6 Dreiviertelgüter). Das Hochgericht übte das bambergische Centamt Kronach aus. Die Dorf- und Gemeindeherrschaft hatte das Vogteiamt Kronach inne. Die Grundherrschaft über die Anwesen hatte das Kastenamt Kronach. Neben diesen Anwesen gab es noch ein Gemeindehirtenhaus.
Grössau kam durch den Reichsdeputationshauptschluss im Jahr 1803 an das Kurfürstentum Bayern. Mit dem Gemeindeedikt wurde Grössau dem 1808 gebildeten Steuerdistrikt Posseck zugewiesen. Mit dem Zweiten Gemeindeedikt im Jahr 1818 entstand die Ruralgemeinde Grössau, zu der Eichelberg gehörte. Sie war in Verwaltung und Gerichtsbarkeit dem Landgericht Teuschnitz zugeordnet und in der Finanzverwaltung dem Rentamt Rothenkirchen. 1837 wurde Grössau dem Landgericht Kronach und dem Rentamt Kronach (1919 in Finanzamt Kronach umbenannt) überwiesen. Ab 1862 gehörte Grössau zum Bezirksamt Kronach (1939 in Landkreis Kronach umbenannt). Die Gerichtsbarkeit blieb beim Landgericht Kronach (1879 in Amtsgericht Kronach umbenannt). Die Gemeinde hatte eine Fläche von 3,494 km².
Im Zuge der Gebietsreform in Bayern wurde die Gemeinde Grössau am 31. Dezember 1973 aufgelöst: Grössau wurde nach Pressig eingegliedert, Eichelberg nach Wilhelmsthal.

### Baudenkmäler
- Zwei Wohnstallhäuser
- Ehemaliges Austragshaus
- Acht Bildstöcke

### Einwohnerentwicklung
Gemeinde Grössau
| Jahr      | 1840  | 1852  | 1855  | 1861   | 1867   | 1871   | 1875   | 1880   | 1885   | 1890   | 1895  | 1900   | 1905  | 1910   | 1919  | 1925   | 1933  | 1939  | 1946  | 1950   | 1952  | 1961  | 1970   |
| Einwohner | 118   | 102   | 120   | 115    | 119    | 113    | 116    | 113    | 111    | 118    | 119   | 113    | 113   | 115    | 115   | 116    | 113   | 109   | 127   | 123    | 114   | 116   | 112    |
| Häuser    |       |       |       |        |        | 17     |        |        | 19     | 19     |       | 21     |       |        |       | 20     |       |       |       | 19     |       | 20    |        |
| Quelle    | [ 3 ] | [ 3 ] | [ 3 ] | [ 12 ] | [ 13 ] | [ 14 ] | [ 15 ] | [ 16 ] | [ 17 ] | [ 18 ] | [ 3 ] | [ 19 ] | [ 3 ] | [ 20 ] | [ 3 ] | [ 21 ] | [ 3 ] | [ 3 ] | [ 3 ] | [ 22 ] | [ 3 ] | [ 1 ] | [ 23 ] |

Ort Grössau
| Jahr      | 001818 | 001861 | 001871 | 001885 | 001900 | 001925 | 001950 | 001961 | 001970 | 001987 | 002020 |
| Einwohner | 110    | 108    | 107    | 106    | 111    | 113    | 116    | 109    | 104    | 116    | 116    |
| Häuser    | 17     |        |        | 18     | 20     | 19     | 18     | 19     |        | 27     |        |
| Quelle    | [ 9 ]  | [ 12 ] | [ 14 ] | [ 17 ] | [ 19 ] | [ 21 ] | [ 22 ] | [ 1 ]  | [ 23 ] | [ 24 ] | [ 2 ]  |

## Religion
Grössau ist römisch-katholisch geprägt und nach St. Johannes der Evangelist in Posseck gepfarrt.